# 6e Régiment d'artillerie (Canada)
Pour les articles homonymes, voir 6e régiment.
 (septembre 2016).
Si vous disposez d'ouvrages ou d'articles de référence ou si vous connaissez des sites web de qualité traitant du thème abordé ici, merci de compléter l'article en donnant les références utiles à sa vérifiabilité et en les liant à la section « Notes et références ».
Le 6e Régiment d’artillerie de campagne, ARC (6e RAC) est un régiment d'artillerie de campagne de la Première réserve de l'Armée canadienne des Forces armées canadiennes. Il fait partie du 35e Groupe-brigade du Canada dans la 2e Division du Canada. Son quartier général est situé à Lévis au Québec. Le régiment est surtout composé de membres provenant des différentes batteries dans les régions de Lévis, Montmagny et Val-Belair, et a un effectif total autorisé de 335.
Le 6e RAC est composé de quatre batteries. La 57e Batterie de surveillance et d'acquisition d'objectifs, ainsi que la Batterie de Commandement et Service sont situés à Lévis. La 58e Batterie d'artillerie de campagne (anciennement de défense aérienne) est situé à Val Bel-Air. Finalement, la 59e Batterie d'artillerie de campagne situé est Situé à Montmagny. Le 6e RAC est le premier régiment d’artillerie au Canada à avoir été commandé par une femme, la Lieutenant-colonel Chantal Bérubé, entre 2015 et 2020.

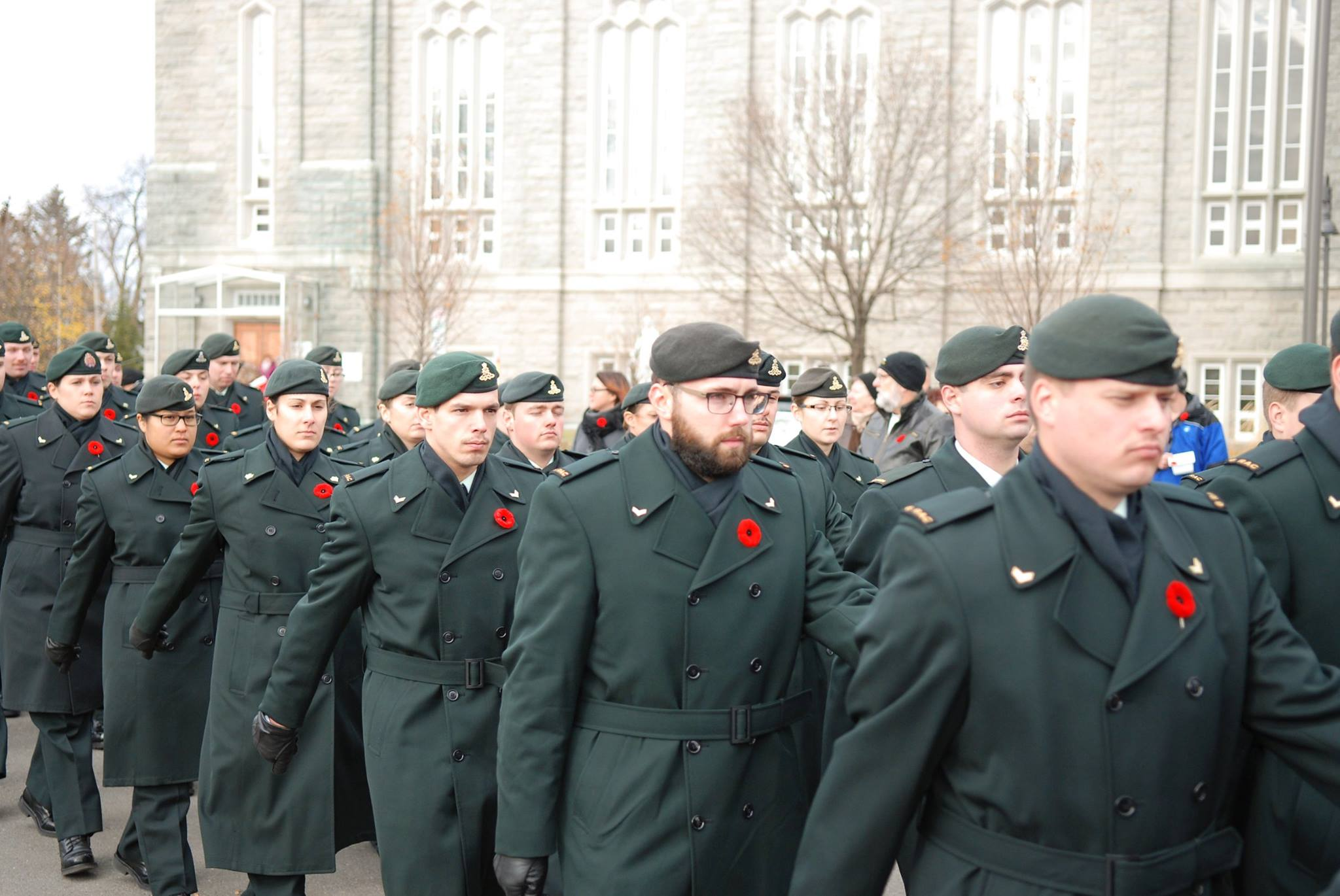
Des membres de la 59e Batterie du 6e RAC paradant dans les rues de Montmagny à l'occasion du jour du Souvenir en 2015

## Histoire
Le 6e RAC est le plus vieux régiment d’artillerie francophone au pays. Il s’agit d’une unité de la réserve des Forces armées canadiennes appartenant au 35e Groupe-brigade du Canada.
La tradition d’artillerie canadienne dans la région de Québec et de Lévis remonte avant la confédération avec la formation en 1829 de l’Artillerie de Québec qui devient avec l’Acte de la Milice de 1855, la Québec Field Battery. À cette unité de la milice ce joindra également en 1862 les Batteries no 1 et 2 de Québec, ainsi que les Batteries no 3 et no 4 d’Artillerie de garnison (volontaire) de Lévis. L’année suivante, les batteries d’artillerie de garnison sont modifiées pour devenir des compagnies d’artillerie à pied de la milice volontaire. En 1864, toutes ses compagnies sont regroupées et désignées sous le nom de Bataillon provisoire d’artillerie de garnison. Les changements n’arrêtent pas, alors que les compagnies de Lévis sont retranchées du bataillon provisoire en 1867 pour devenir les et 2 Batterie de Lévis.
Avec le départ des troupes britanniques en 1871 et la création des premières forces permanentes canadiennes, plusieurs membres des batteries de milice se portent volontaires pour former l’une des premières unités des Forces canadiennes, la Batterie « B ». Les batteries de Lévis continuent leur entraînement alors qu’elles sont licenciées en 1878 pour créer la Batterie no1 de Lévis (volontaire). Une autre réorganisation survient en 1893 alors que la Compagnie no 2 de Lévis de l’Artillerie de garnison (volontaire) est formée. À cette époque, les activités de ces batteries sont de se préparer à défendre le Port de Québec, de fournir des renforts pour la force permanente, de porter assistance aux autorités civiles dans le cas de grèves et de fournir des troupes pour contrer la rébellion du Nord-Ouest de 1885.
Le 6th Quebec and Levis Regiment Canadian Garrison Artillery est créé le 1er août 1899 à la suite de la réorganisation des batteries indépendantes d’artillerie de garnison de Québec et de Lévis. Le commandement est alors assumé par le lieutenant-colonel Georges Stanislas Vien. Le Quartier Général est établi à Lévis alors que le Régiment est formé de quatre sous-unités; les batteries 1, 2, 3 et 4. Ces batteries sont constituées à partir d’unités déjà existantes comme les compagnies no 1 et 2 d’Artillerie de garnison de Lévis qui deviennent respectivement les 1re et 2e batteries d’artillerie de garnison (volontaire). Alors que la compagnie de Québec d’artillerie de garnison (volontaire) est scindée afin de former les 3e et 4e batteries d’Artillerie de garnison (volontaire). Le 6e régiment est donc composé à ce moment de quatre batteries équipées de canons de 40 livres à chargement par la bouche.
En 1911, le Régiment est converti en unité de défense côtière. Il est alors renommé le 6th (Quebec and Levis) Coast Regiment canadian Artillery. Trois sous-unités composent alors le régiment soit les compagnies 1, 2 et 3 de défense côtière de la milice non permanente, une batterie de Québec ayant été retranchée de l’effectif. Les Quartiers généraux du régiment occupent le nouveau manège militaire construit à Lévis. Au cours de la Première Guerre mondiale, les plans de mobilisation sont totalement restructurés, de nouvelles unités sont créées afin de participer au conflit en Europe, alors que les unités existantes ne sont pas mobilisées pour le front. Cependant, le 6e Régiment est mis en service actif en septembre 1914 pour défendre le fleuve Saint-Laurent. Le Régiment s’installe à Beaumont au Fort de la Martinière où deux batteries de défense côtières ont été aménagées avant le conflit. Un poste d’observation est aussi installé à Saint-Jean de l’île d’Orléans. Durant l’hiver, les glaces empêchant temporairement la circulation navale, le Régiment n’est pas en service actif et peut effectuer d’autres tâches. Certains artilleurs retournent à leur emploi civil et d’autres servent à la défense du port d’Halifax entre décembre et avril de chaque année. Certains artilleurs de Lévis ont aussi la chance de s’enrôler dans la no 6 Company Royal Canadian Garrison Artillery qui est spécialement formée pour défendre Port Castries dans l’île de Sainte-Lucie. À la fin du conflit, le 6e Régiment retourne à la routine d’avant-guerre comme unité de milice non permanente pour entraîner des officiers et des artilleurs dans la région.
En 1925, l’unité est équipée de pièces d’artillerie lourde et est maintenant désignée sous le nom de 6th (Québec et Lévis) Coast Brigade Canadian Artillery. Les Compagnies no 1 (Lévis), 2 (Lévis) et 3 (Québec), sont renommées respectivement les 57e, 58e et 59e Batterie lourde. De plus, la 3e section d’artillerie antiaérienne est créée et rattachée à cette brigade. Durant la période 1922 à 1935, le Régiment se distingue durant les compétitions nationales en remportant plusieurs prix prestigieux. Une autre réorganisation vient changer la fonction de l’unité en 1936, alors qu’elle devient la 6th (Quebec and Levis) Medium (H) Brigade. Les sous-unités sont alors transformées en batteries d’artillerie de campagne. La désignation (H) dans le nom du régiment signifie Howitzer, pour indiquer le type d’armement utilisé, soit des obusiers de 6 pouces. Les 57 th, 58 th et 59 th Medium Battery sont donc maintenues et adoptent leur nouveau rôle, alors que la 3e section d’artillerie antiaérienne est augmentée pour devenir la 3rd Anti-Aircraft Battery.
Lorsque la Seconde Guerre mondiale éclate, le 6e Régiment n’est pas mobilisé en tant qu’organisation, mais ses sous-unités reçoivent des tâches spécifiques et plusieurs de ses membres se déploient outre-mer. La 57th Medium Battery est mobilisée en novembre 1939 et réorganisée en Batterie antiaérienne. Elle participe à la défense de l’Angleterre contre les chasseurs et bombardiers allemands. En 1942, elle prend l’appellation de 57th Light Anti-Aircraft Battery (French speaking). Cette sous-unité est dissoute en 1944, alors que ses membres sont transférés au 4th Medium Regiment sur le front où plusieurs autres membres de la 6th (Quebec and Levis) Medium Brigade servent ou au sein du Régiment de la Chaudière.
La 58th Medium Battery est mobilisée le 29 juillet 1941 pour servir dans le 20th Regiment avec la 50th Battery de Montréal et la 72nd Battery de Coaticook. Le 20th Regiment doit être une unité francophone et s’entraîner à Valcartier, mais en 1942, il est transféré à Petawawa et devient le 4th Medium Regiment. Le 4th Medium Regiment tire son premier obus contre l’ennemi le 13 juillet 1944 et participe ensuite aux batailles de France, de Belgique, des Pays-Bas et de l’Allemagne, en soutien à la 1re Division blindée polonaise. Le régiment se distingue durant toutes les campagnes dont les membres reçoivent plusieurs décorations et promotions surtout en raison du rôle déterminant de ce régiment dans la bataille de Falaise.
La 59th Medium Battery est mobilisée dès le 28 août 1939 et reçoit l’ordre de défendre la Ville de Québec contre toute invasion marine de l’ennemi. À cet effet, la batterie occupe comme au Premier Conflit mondial, les Forts de la Martinière. Des baraques et de nouvelles batteries permanentes sont aménagées. Durant l’hiver 1940, la batterie quitte Beaumont pour Halifax et occupe les défenses du fort McNab. En avril, la batterie est de retour aux Forts de la Martinière et élargit ses effectifs. En effet, la réalisation la plus importante de la 59e batterie durant la guerre fut l’entraînement d’officiers et d’artilleurs qui se disperseront aux quatre coins du Canada pour la défense côtière, tout en continuant la défense du Port de Québec.
La 3rd Anti-Aircraft Battery est mobilisée le 26 août 1939 et est réorganisée en 41 pour devenir la 17th Air-Defense Battery qui défend le complexe industriel et énergétique d’Arvida. En 1942, les 12th et 41st Anti-Aircraft Batteries se joignent à la 17e pour former le 24th Air-Defense Regiment commandé par le Lieutenant-colonel J.R. Samson, un ancien du 6e Régiment. En 1943, ce régiment quitte Arvida pour aller défendre l’aéroport allié de Gander à Terre-Neuve. Il poursuit ce travail jusqu’à la fin de la guerre, en raison de l’importance stratégique de cet aéroport.
À la fin de la guerre, plusieurs unités sont démobilisées et il faut attendre le 1er avril 1946 pour que l’unité soit redésignée le 6th Field Regiment, RCA. Celle-ci est alors composée de trois sous-unités : les 58 th, 59 th et 80th Field Batteries. La routine de temps de paix reprend pour les artilleurs de l’unité. Le Quartier général régimentaire sera successivement Québec et Lévis.
Le 1er mai 1951, la 58e Batterie est mobilisée pour servir avec le 79th Field Artillery Regiment. Ce régiment est activé afin d’appuyer la brigade canadienne en Europe, dans le cadre des engagements pour l’Organisation du traité de l’Atlantique nord (OTAN). Après un an de service actif, la plupart des artilleurs de la région de Lévis reviennent au pays, mais la batterie demeure avec le 79th Field Artillery Regiment qui sera finalement redésigné le 3rd Royal Canadian Horse Artillery Regiment en novembre 1953. Quelques membres originaux de la batterie de Lévis font toujours partie du 3rd RCHA lorsque cette unité est déployée en Corée en mai 1954.
Des changements majeurs surviennent en 1954, alors que le 35e Régiment antichar de Lauzon est amalgamé à la 59th Field Battery du 6e Régiment. De plus, la 132e Batterie antichar est quant à elle, amalgamée à la 80th Field Battery. Alors que la 145e Batterie antichar est amalgamée à la 82nd Field Battery de Gaspé. Cette dernière est affectée au 6e Régiment comme quatrième sous-unité. Pendant ce temps, une longue page d’histoire est tournée, alors que la 57th Locating Battery de Québec est dissoute. Rappelons que cette batterie perpétuait la tradition de l’Artillerie de Québec datant de 1829. Au cours des années cette Batterie avait été connue sous le nom de 1st Quebec Battery, puis 57th Field Battery (à ne pas confondre avec la 57e Batterie lourde de Lévis) et avait été une source importante de fierté pour la Ville de Québec, servant de base pour la mobilisation lors de la Première Guerre mondiale et servant sur le front de l’Italie et du nord-ouest de l’Europe durant la Deuxième Guerre mondiale en tant que batterie antichars. Le chiffre de 57 étant de nouveau disponible, la 80e batterie change alors de nom pour raviver la 57e Batterie au sein du 6e Régiment et afin de perpétuer la tradition de cette organisation mémorable.
En 1964, la 59e batterie de campagne déménage dans le Manège militaire de Montmagny anciennement occupé par le Régiment de Montmagny et une compagnie des Fusiliers du Saint-Laurent. Cependant en 1965, la 82e Batterie de campagne de Gaspé est réduite à effectif nul. Le 1er septembre 1970, le 6th Field Artillery Regiment est désigné le 6e Régiment d’artillerie de campagne (RAC) avec trois batteries soit : la 57e Batterie, la 58e Batterie et la 59e Batterie, alors que son Quartier Général régimentaire occupe le Manège militaire de Lévis. En 1984, à l’occasion du 85e anniversaire de sa fondation, le régiment se voit octroyer le Droit de Cité de la Ville de Lévis.
Le 19 septembre 1992, la 58e Batterie change de rôle pour devenir une Batterie d’artillerie antiaérienne. Elle est alors désignée la 58e Batterie d’artillerie antiaérienne. Elle sera aussi déménagée plus tard du Manège militaire de la Grande-Allée à la Base de Valcartier. Le 16 mai 1999, à l’occasion de l’ouverture de ses fêtes régimentaires soulignant son 100e anniversaire et afin de souligner 35 années de présence à Montmagny, le 6e Régiment s’est vu accorder et a exercé pour la première fois, le droit de cité dans la ville de Montmagny.
La tâche du 6e Régiment d’artillerie de campagne est de fournir une batterie d’artillerie de campagne au besoin, pour renforcer le 5e Régiment d’Artillerie légère du Canada. Le Régiment doit pour cela former son personnel sur les habiletés de base des soldats et de l’artilleur en complétant chaque année, un recyclage des normes individuelles d’aptitudes au combat et en accomplissant plusieurs exercices de tir réels d’artillerie, généralement sur la Base de Valcartier. L’élément de mission utilise les obusiers 105 mm C3 et conduit annuellement de 4 à 5 exercices de tir réel, en plus de conduire un exercice régimentaire avec les autres unités d’artillerie du secteur, de la réserve et de la composante régulière.
Durant ses 115 ans d’existence, le 6e Régiment d’artillerie de campagne a fourni en grand nombre, des artilleurs pour la force permanente et les Forces canadiennes, qui se distingua sur tous les fronts. Que ce soit en Europe durant les deux guerres mondiales, au pays lors d’action d’aide au pouvoir civil comme le déploiement dans le Nord-Ouest en 1885 ou la récente tempête de verglas de 1998, en passant par différentes missions de l’Organisation des Nations unies ou de l’OTAN. Durant les dernières années, le Régiment a déployé plus de 100 soldats et officiers lors des opérations telles que Danaca (Israël), Récupération (verglas), Alliance (Ex-Yougoslavie). Stable (Haïti) et tout dernièrement Palladium (Ex-Yougoslavie). En 2007 et 2009, le Régiment a fourni plus de 20 membres de tous grades pour servir en Afghanistan pour une période variant de 6 à 10 mois. Le 6e Régiment d’artillerie de campagne possède une excellente réputation au sein de l’artillerie canadienne. Ses soldats et officiers sont reconnus pour leur professionnalisme et leurs connaissances techniques.
Les armoiries du régiment, qui ont été adoptées le 5 juin 1904, sont composées des armes de la ville de Lévis, surmontées d’un casque de chevalier reposant sur un canon de garnison, entourées de faisceau de drapeaux anglais et fleurs de lys avec pour devise les paroles prononcées par le Chevalier de Lévis sur l’île Sainte-Hélène en 1760 en référant à ses canons : LES RENDRE... JAMAIS.
Anciens commandants du régiment :
Lcol (ret) O'Neil Mimeault CMDT 6RAC 1974-1977
Lcol (ret) Clément Gaudreau CMDT 6RAC 1977-1980
Lcol (ret) Jean De Grasse 
Lcol (ret) Gilbert Guay CMDT 6RAC 1982-1985 ET 1994-1997
Bgen (ret) Richard Frenette CMDT 6RAC 1985-1987
Lcol (ret) Jacques Dutil CMDT 6RAC 1987-1991
Lcol (ret) Roméo Toussaint CMDT 1991-1993
Lcol (ret) Marc Pelletier Cmdt 1997-2001
Lcol (ret) Normand Brault CMDT 2001-2004
Lcol (ret) Richard Garon Ancien CMDT 2004-2009
Lcol (ret) Serge Jean Cmdt 2009-2012
Lcol (ret) Dominic Morand Cmdt 2012-2015
Col Chantal Bérubé Cmdt 2015-2020